# Amsterdams Nonet

Het Amsterdams Nonet was een muziekensemble dat in 1970 werd opgericht. Door zijn samenstelling had het de mogelijkheid om kamermuziek in de meest uiteenlopende bezettingen te laten klinken. 
Er werden voor het Amsterdams Nonet verschillende composities geschreven, waaronder werken van Lex van Delden, Jan Koetsier, Kees Olthuis en Tristan Keris. 
Het ensemble heeft concerten gegeven door heel Nederland, en ook in België, Duitsland, Ierland en Engeland. Buiten de gewone concerten gaf het Amsterdams Nonet in samenwerking met het Nederlands Impresariaat en de Nederlandse Opera Stichting zijn medewerking aan verschillende operaproducties zoals de kameropera 'De Gans' van Kees Olthuis, 'The Medium' van Menotti, 'The Bear' van William Walton en 'Salto Mortale' van Willem Stoppelenburg. 
Er zijn vier grammofoonplaten van het Amsterdams Nonet verschenen met daarop werken van o.a. Beethoven, Berwald, Janácek, Keuris en Prokofjev.